# Hydrellia mareeba
Hydrellia mareeba är en tvåvingeart som beskrevs av Bock 1990. Hydrellia mareeba ingår i släktet Hydrellia och familjen vattenflugor. Inga underarter finns listade i Catalogue of Life.